# Knud Ejler Løgstrup

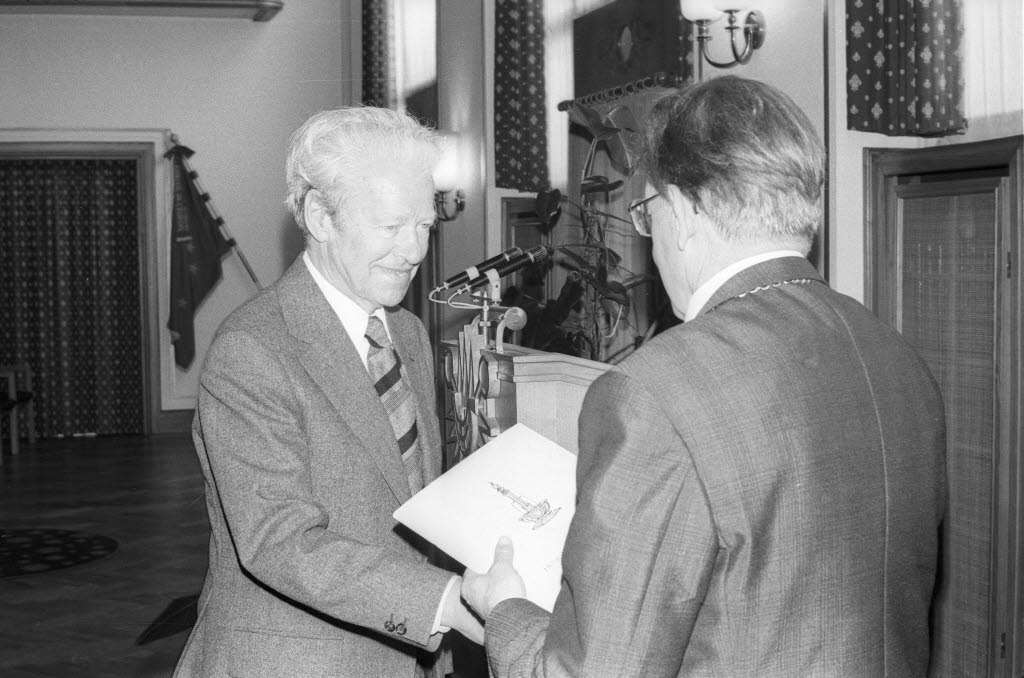
Knud Ejler Løgstrup (li.) bei der Verleihung des Henrik-Steffens-Preises (1979)

Knud Ejler Løgstrup (voller Name Knud Ejler Christian Løgstrup, oft abgekürzt K. E. Løgstrup; * 2. September 1905 in Kopenhagen; † 20. November 1981) war ein dänischer Philosoph und Theologe, der 1959 mit dem Søren-Gyldendal-Preis ausgezeichnet wurde.
Im Krieg war er Pfarrer und in der Widerstandsbewegung tätig. Nach seiner Berufung an die Universität Aarhus befasste er sich auch mit Metaphysik (vierbändiges Standardwerk) und war ein bekannter Vertreter des Intuitionismus.

## Leben
Nach dem Besuch der Metropolitanskolen begann er 1923 ein Studium der Theologie an der Universität Kopenhagen und schloss dieses 1930 ab. Im Anschluss folgte ein sechsjähriger Forschungs- und Studienaufenthalt im Ausland bei den Philosophen Henri Bergson, Martin Heidegger, Hans Lipps und Moritz Schlick sowie den Theologen Friedrich Gogarten und Emanuel Hirsch. Während dieser Zeit erfolgte 1932 seine Promotion zum Doctor theologiae an der Universität Kopenhagen mit einer Dissertation über die Ethik bei Max Scheler, die von der Universität mit einer Goldmedaille ausgezeichnet wurde.
Nachdem er zwischen 1936 und 1943 Pfarrer der Dänischen Volkskirche in der Gemeinde Sandager-Holevad auf Fünen war, schloss er 1943 seine Habilitation mit einer Schrift mit dem Titel Den erkendelsesteoretiske konflikt mellem den transcendeltalfilosofiske idealisme og teologien ab.
Im Anschluss nahm er 1943 den Ruf auf eine Professur für Ethik und Religionsphilosophie an der Universität Aarhus an und lehrte dort bis zu seiner Emeritierung im Jahr 1975. Während des Zweiten Weltkrieges kämpfte er in der Widerstandsbewegung gegen die deutsche Besatzungsmacht und musste wegen dieser Arbeit zwischen August 1944 und Mai 1945 im Untergrund leben.
Løgstrup, der 1959 mit dem Søren-Gyldendal-Preis ausgezeichnet wurde, wurde 1965 zunächst Ehrendoktor der Universität Lund sowie 1977 der Philipps-Universität Marburg.
Sein Hauptwerk, ein vierbändiges Lehrbuch zur Metaphysik, besteht aus den vier Büchern Metafysik I: Vidde og Prægnans. Sprogfilosofiske betragtninger (1976), Metafysik II: Kunst og erkendelse. Kunstfilosofiske betragtninger (1983), Metafysik III: Ophav og Omgivelse. Betragtninger over historie og natur (1976) sowie Metafysik IV: Skabelse og tilintetgørelse. Religionsfilosofiske betragtninger (1978).

## Verfechter des Intuitionismus
Als Philosoph war er Vertreter eines ethischen Intuitionismus, der eine gesetzesbasierte Ethik im Sinne von Immanuel Kant kritisch sah und ein ethisches System ablehnte, das grundlegende Moralgesetze zu bestimmen versuchte. Der US-amerikanische Philosoph Stephen Toulmin stellte Løgstrups philosophische Gedanken anhand einer Alltagssituation wie folgt dar:
„‚Ich habe mir von John ein Buch ausgeliehen und die Frage ist nun: Warum sollte ich dies heute zurückgeben, wie ich es ihm versprochen habe?‘, fragt Toulmin, um allgemeinere moralische Regeln abzuleiten. Aber wenn ich John das Buch zurückgebe, weil ‚Ich immer meine Versprechen halten soll‘ oder wegen der allgemeineren Regel ‚Ich soll niemals lügen‘, dann behandle ich ihn als Mittel, und das ist ebenso unethisch.“
“‘I have borrowed a book from John and the question is now, why should I give it back today as I promised him?’, Toulmin asks in order to derive more general moral rules. But if I give John back his book because ‘I should always keep my promises’ or because of the more general rule ‘I should never lie’, I treat him as a means; this is unethical, as well.”
Nach Løgstrups Ansicht bezieht sich die Sittlichkeit nicht auf Regeln, sondern auf die sogenannten „obersten Ausdrücke des Lebens“. Jeder Mensch hat ein intuitives Gefühl für Richtiges und Falsches – siehe Gewissen. Die „obersten Ausdrücke des Lebens“ schließen Gefühle ebenso ein wie Handlungen wie die offene Rede, Vertrauen, Mitgefühl, Barmherzigkeit und Liebe. Diese Phänomene sind zur Eigensicherheit gut. Ein gutes Beispiel dafür sei die offene Rede, denn selbst wenn die Geheimpolizei eine Wohnung durchsucht, können die darin lebenden Menschen nicht helfen, aber mit den Polizisten reden, weil sie intuitiv fühlen, dies zu tun.
Moralgesetze sind nur ein Ersatz für die Intuition in Situationen, in denen diese intuitive Gefühle bei der Umsetzung in Handlungen versagen, wie zum Beispiel die Goldene Regel ein Ersatz für Mitgefühl ist. Letztlich nahm Løgstrup somit die entgegengesetzte Position zu Kant ein, der annahm, dass Moralgesetze die einzig wahrhaftige moralische Grundlage für Handlungen sind, und dass natürliche Wünsche niemals moralisch sein können.

## Veröffentlichungen
- Kierkegaards und Heideggers Existenzanalyse und ihr Verhältnis zur Verkündigung. Blaschker, Berlin 1950
- Die Freiheit des Evangeliums und die Ordnung der Gesellschaft. Kaiser, München 1952 (Vorträge)
- Den etiske fordring. 1956
  - Die ethische Forderung. Laupp, Tübingen 1959; 3. Auflage: Mohr, Tübingen 1989, ISBN 3-16-245335-6
- mit Götz Harbsmeier (Hrsg.): Kontroverse um Kierkegaard und Grundtvig. Ch. Kaiser, München
  - Band 1: Das Menschliche und das Christliche. Beitrag zur Einführung in die Diskussion um Kierkegaard und Grundtvig. 1966
  - Band 2: Auseinandersetzung mit Kierkegaard. 1968
- mit Ernst Wolf (Hrsg.): Dem Menschen zugute. Christliche Existenz und humane Erfahrung. Theologische und literarische Anstösse. Götz Harbsmeier zum 60. Geburtstag. Kaiser, München 1970, ISBN 3-459-00599-8
- Norm og spontaneitet. 1972
- Norm und Spontaneität. Ethik und Politik zwischen Technokratie und Dilettantokratie. Mohr, Tübingen 1989, ISBN 3-16-245185-X
- Metafysik. 4 Bände. 1976–1983
  - Metaphysik. Mohr Siebeck, Tübingen
    - Band I: Weite und Prägnanz. Sprachphilosophische Betrachtungen. 1991, ISBN 3-16-145572-X
    - Band II: Kunst und Erkenntnis. Kunstphilosophische Betrachtungen. 1998, ISBN 3-16-145974-1
    - Band III: Ursprung und Umgebung. Betrachtungen über Geschichte und Natur. 1994, ISBN 3-16-145975-X
    - Band IV: Schöpfung und Vernichtung. Religionsphilosophische Betrachtungen. 1990, ISBN 3-16-245502-2